# Кекконен, Урхо
У́рхо Ка́лева Ке́кконен (фин. Urho Kaleva Kekkonen; 3 сентября 1900, Пиэлавеси — 31 августа 1986, Хельсинки) — финский политик, восьмой президент Финляндии.

## Биография

### Детство и молодость

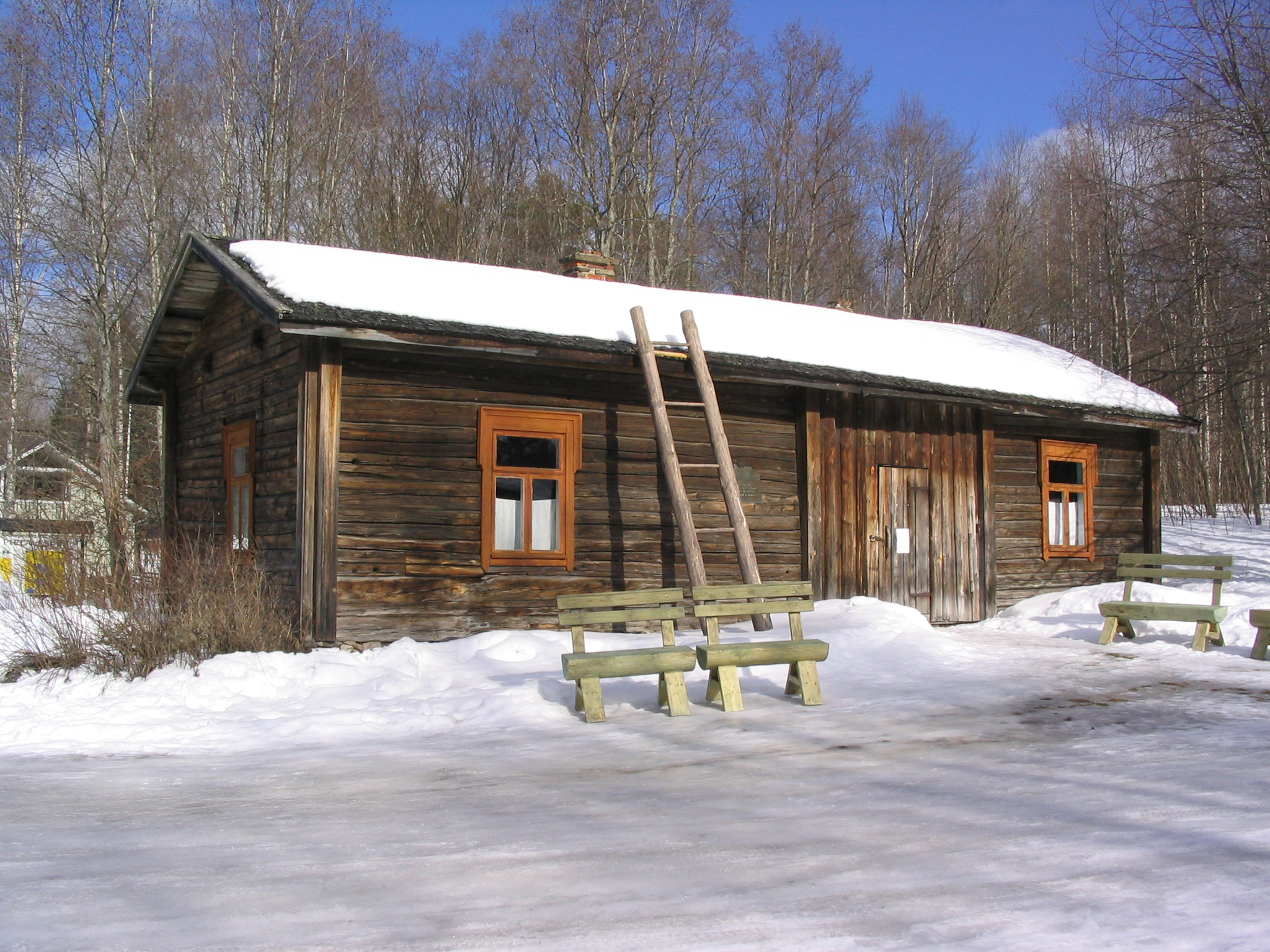
Торп Лепикко, дом-музей Урхо Калевы Кекконена

Родился 3 сентября 1900 года в самом центре Великого княжества Финляндского в селении Пиелавеси провинции Саво. Хотя дом (а теперь дом-музей), где он родился, называется торп Лепикко (Лепикон-Торппа), Кекконены не были торпари. Детство провёл в провинции Кайнуу.
В начале XVI века Финляндия приняла протестантство. Поэтому церквям был присущ немецкий педантизм, с которым велись церковные книги. Благодаря этому там с кропотливой точностью отмечались даты рождений, крещений и т. д. в том или ином приходе. Таким образом, в Финляндии жизнь любого крестьянина была зафиксирована и тщательно хранилась в документах. Поэтому ни у кого не было никаких проблем составить свою родословную, в том числе у президента. Так поступил и Кекконен, он сумел разыскать всех своих предков до XVI века. Все они жили в пределах Саволакса. Все они были охотниками и земледельцами, сугубо мужские профессии.
Когда в начале 1918 года в Финляндии началась гражданская война, 17-летний Урхо отправился сражаться на стороне белофиннов в рядах Шюцкора. Был случай, когда солдатам его дивизии было поручено расстрелять отряд красноармейцев, этот случай сильно запомнился ему, после него он решил не связывать свою жизнь с войной.
Воевал в Партизанском полку Каяани. Принимал участие в параде победы белых войск 16 мая 1918 года в Хельсинки.

### Учёба и начало политической карьеры
В 1919 году окончил лицей Каяани.
Работал журналистом в Каяани. В 1921 году переехал в Хельсинки, где поступил на юридический факультет Хельсинкского университета. Летом 1919 года он начал работать в газете «Каянин лехти». Так до конца своей жизни, он не мог бросить журналистику, даже будучи президентом, писал статьи в крупных столичных журналах.
Во время учёбы принимал активное участие в студенческом движении, одновременно сотрудничая с секретной полицией, откуда был выгнан за статьи, в которых критиковал полицию. В 1926 году окончил университет.
Был членом правого Карельского академического общества, ставившего целью присоединение к Финляндии Восточной Карелии (вышел в знак протеста против поддержки этим обществом крайне правого путча 27 февраля 1932 года).
С 1933 года — член, до 1956 года — один из лидеров партии Аграрный союз (с 1965 года — Партия центра).
В 1927—1932 годах — юрист в Ассоциации сельских муниципалитетов, одновременно в 1927—1928 годах — главный редактор студенческой газеты Ylioppilaslehti Хельсинкского университета.
С 1933 года работал в министерстве сельского хозяйства.
С 1936 года — доктор юридических наук.

### Карьерный рост

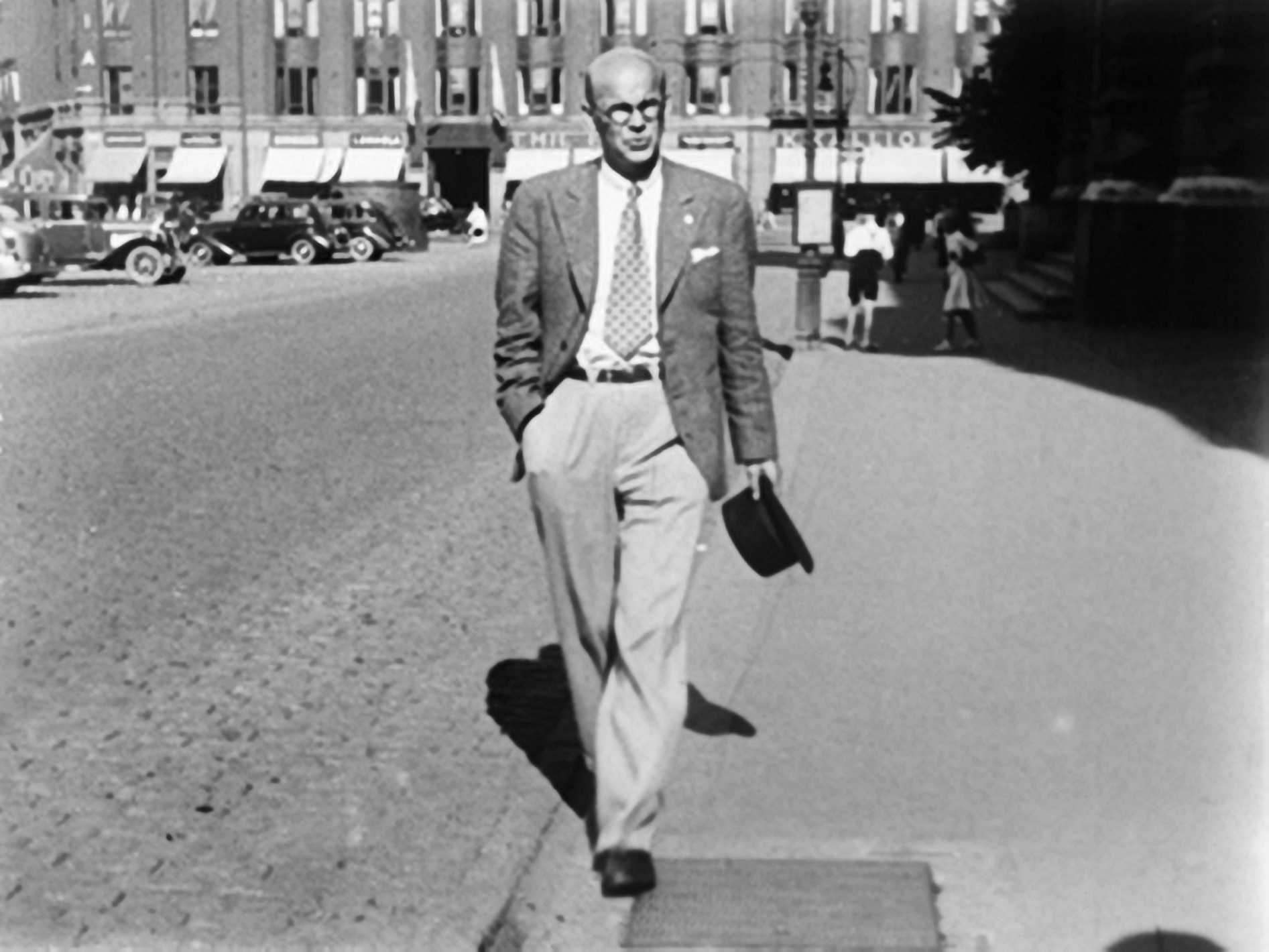
Молодой юрист Урхо Кекконен в центре Хельсинки, начало 1930-х годов

Член парламента в 1936—1956 годах от партии Аграрный союз (фин. Maalaisliitto).
В 1936—1937 годах — министр юстиции; пытался запретить ультраправое Патриотическое народное движение (IKL).
В 1937—1939 годах — министр внутренних дел. В 1938 году вновь выступил инициатором запрещения лапуаского IKL, Хельсинкский суд не нашёл для этого достаточных оснований.
В 1943—1945 годах — уполномоченный министерства финансов.
С 1944 года — один из лидеров межпартийной «мирной оппозиции».
В 1944—1946 годах — министр юстиции (провёл суды над финскими военными преступниками).
В 1946—1947 годах — вице-председатель парламента. Председателем парламента был социал-демократ Карл-Август Фагерхольм (1945—1948).

### Спортивная карьера
Спортом начал заниматься с 14 лет. В своём округе он установил рекорды в беге на всех спринтерских дистанциях, а также побил рекорды во всех прыжках в длину и высоту. Бронзовый призёр чемпионата Финляндии 1923 (175 см). В 1924 году на чемпионате Финляндии Кекконен установил национальный рекорд, прыгнув в высоту на 185 см, а на следующий день стал чемпионом Финляндии и по прыжкам в высоту с места[уточнить].
За свои спортивные заслуги в 1929 году он стал председателем спортивной секции, где решительно начал проводить перестройку всей структуры. Потому что и в спорте финны были зависимы от шведов, вся спортивная верхушка в руководстве была шведской. До 1948 года Кекконен был председателем спортивного комитета Финляндии и одним из ведущих и популярных деятелей в области спорта. В 1930-е годы он возглавлял спортивные делегации на Олимпийских играх в Лос-Анджелесе и Берлине, тем самым он впервые «увидел мир», это значительно расширило его жизненный кругозор.

### Председатель парламента (1948—1950)
Летом 1948 года на парламентских выборах большинство голосов получила СДП, было сформировано правительство социал-демократов, которое возглавил Фагерхольм. После назначения Фагерхольма премьер-министром спикером парламента (Эдускунты) был избран Кекконен.
На первых после 1937 года всенародных президентских выборах, состоявшихся в январе 1950 года, баллотировался на пост президента от центристской партии Аграрный союз. Однако он занял лишь третье место, получив 62 голоса членов коллегии выборщиков (ставший президентом Юхо Кусти Паасикиви получил 171, занявший второе место Мауно Пеккала — 67). При этом на выборах по выдвижению выборщиков он занял четвёртое место.

### Премьер-министр

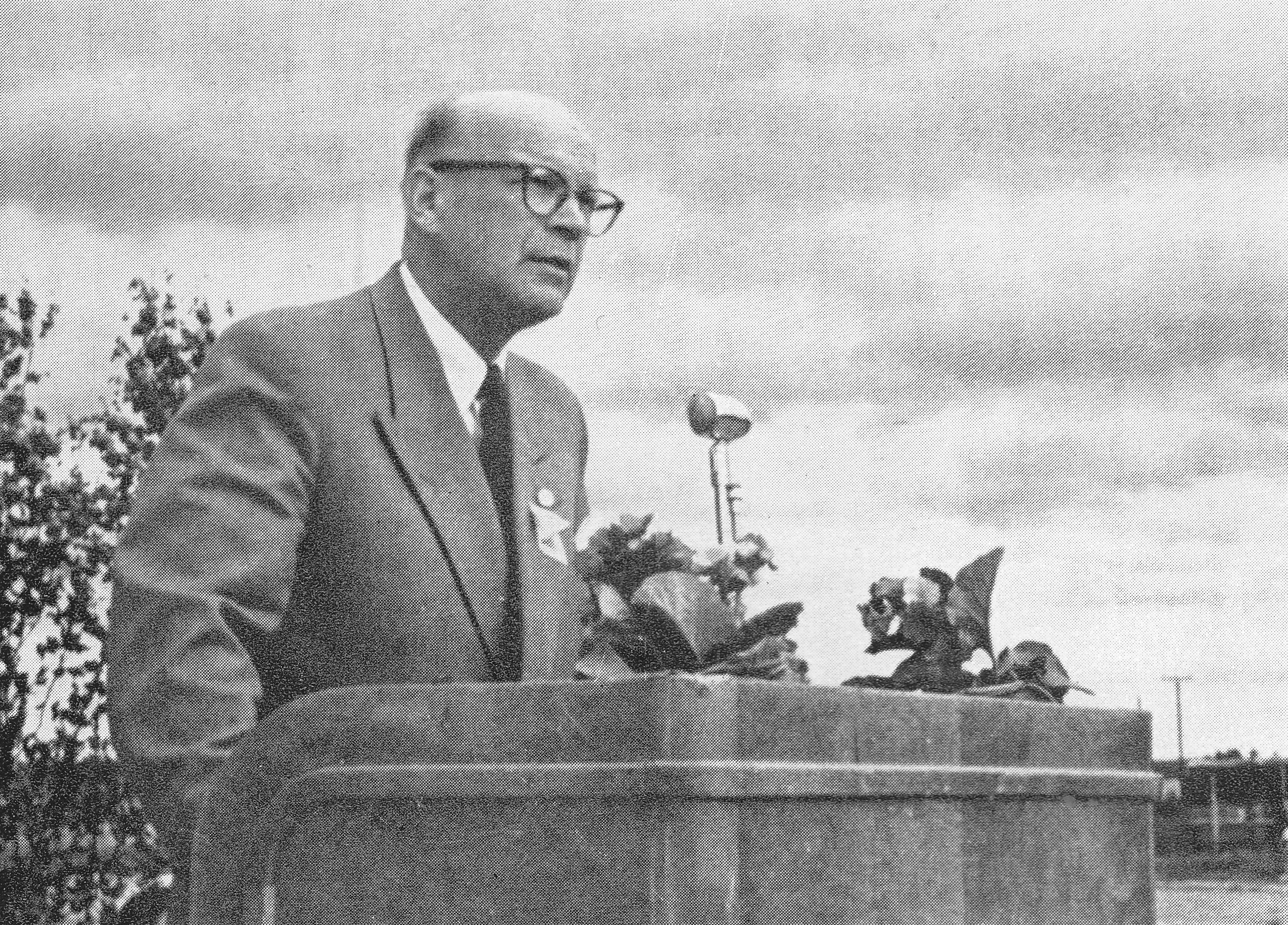
Кекконен в 1955 году в Куусамо

Паасикиви, после избрания президентом, 17 марта 1950 года назначил Кекконена премьер-министром.
Летом 1950 года Кекконен в качестве нового премьер-министра получил возможность подписать в Москве договор на 5 лет о торговых связях, который был очень выгоден Финляндии. 9 июня Кекконен прибыл в Москву. 13 июня его принял Иосиф Сталин и вечером того же дня было подписано пятилетнее торговое соглашение.
В 1950—1953 и 1954—1956 годах — премьер-министр; одновременно в 1950—1951 годах — министр внутренних дел, в 1952—1953 и 1954 годах — министр иностранных дел.

### Президент Финляндии

#### 1956—1962: Первый срок
С 1956 года — президент Финляндской Республики (с трудом победил социал-демократа Карла-Августа Фагерхольма — 151 голос против 149 в коллегии выборщиков).

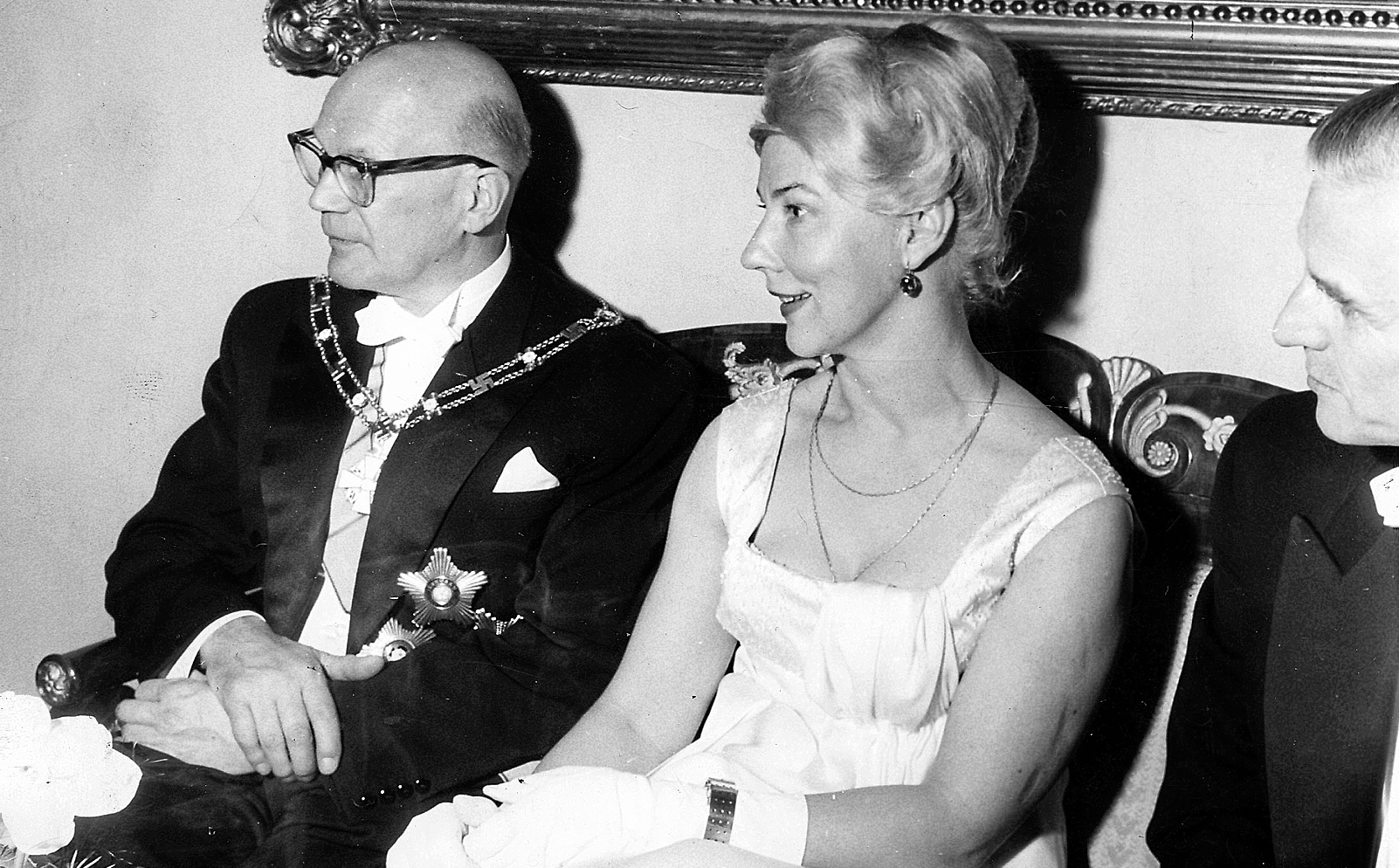
Эва Йоэнпелто и президент Финляндии Урхо Кекконен (1958)

Вместе со своим предшественником Ю. К. Паасикиви был проводником политики, называвшейся на Западе «финляндизацией»: частичная уступка суверенитета (политический нейтралитет) и налаживание тесного экономического, культурного и иного сотрудничества с СССР при сохранении тесных отношений с Западом. В Финляндии и СССР его внешнеполитический курс был известен как «линия Паасикиви — Кекконена». По мнению некоторых западных историков, политическая близость между финляндским истеблишментом и Москвой при нём была такой, что «советское Политбюро имело фактическое право вето на назначения в кабинет в Хельсинки», а «те, кого считали антисоветски настроенными, обнаруживали, что на их карьере стоит крест».
Принимал участие в заключении Договора о дружбе, сотрудничестве и взаимной помощи между СССР и Финляндией (1948); подписал первый Протокол (1955).

#### 1962—1968: Второй срок
На выборах 1962 года получил 199 из 300 голосов коллегии выборщиков, получив поддержку 4 партий. В мае 1963 года выступил с инициативой превращения Северной Европы в безъядерную зону мира. Также в 1960-е годы заключил пограничный договор с Норвегией и выступал за подготовку и созыв Совещания по безопасности и сотрудничеству в Европе (СБСЕ). С 1966 года в состав правительства Финляндии начали входить представители Демократического союза народа Финляндии, возглавляемого компартией.

#### 1968—1978: Третий срок
На выборах 1968 года получил 201 из 300 голосов коллегии выборщиков, получив поддержку 5 партий.
Ратифицировал второй Протокол (1970) о продлении срока действия Договора о дружбе, сотрудничестве и взаимной помощи между СССР и Финляндией ещё на 20 лет. Подписал договор о свободной торговле с ЕЭС.
В 1973 году постановлением финляндского парламента его президентский срок был продлен на 5 лет без выборов.
В 1975 году в Хельсинки на встрече глав 35 государств был подписан Заключительный акт Совещания по безопасности и сотрудничеству в Европе (Хельсинкские соглашения).

#### 1978—1981: Четвёртый срок
Был выдвинут шестью и поддержан девятью партиями страны, 15 февраля 1978 года избран на 4-й срок, получив 259 из 300 голосов членов коллегии выборщиков.

### Последние годы
20 октября 1981 года в связи с болезнью У. Кекконена Госсовет уполномочил премьер-министра Мауно Койвисто исполнять обязанности президента страны до 10 ноября. На внеочередном заседании Госсовета 27 октября было объявлено, что он передал письмо, в котором сообщал, со ссылкой на заключение врачей, что по состоянию здоровья не может исполнять обязанности президента. Получил право остаться жить в резиденции Тамминиеми, где он и пребывал на лечении вплоть до самой смерти.
Урхо Калева Кекконен скончался 31 августа 1986 года. Похоронен 7 сентября на кладбище Хиетаниеми.

## Семья
- Жена — писательница Сюльви Уйно[фин.] (1900—1974). В семье было двое сыновей-близнецов.
  - Сын — Матти Кекконен (4 сентября 1928 — 3 июля 2013) — депутат, помощник отца.
  - Сын — Танели Кекконен (4 сентября 1928 — 11 июля 1985) — дипломат (посол в Югославии, Греции, Италии в 1975—1980, затем на Мальте, в Польше в 1980—1984, в 1984—1985 в Израиле). Покончил жизнь самоубийством.

## Увлечения
Спортивная рыбалка, катание на лыжах. В молодости был знаменитым спортсменом, в 1924 году стал чемпионом и рекордсменом Финляндии по прыжкам в высоту (с результатом 185 см) и по прыжкам с места[уточнить].

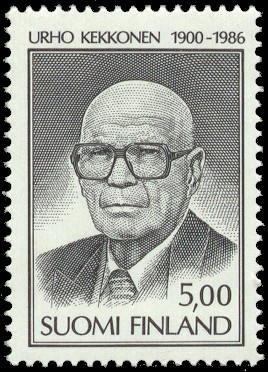
Мемориальная марка памяти Кекконена, 1986

В 1969 году в возрасте 69 лет совершил двухсоткилометровый переход через Главный Кавказский хребет вместе с Председателем Совета Министров СССР А. Н. Косыгиным, с которым его связывала многолетняя дружба.

## Награды
- орден Ленина (18.09.1964),

Герб Урхо Кекконена как кавалера шведского ордена Серафимов.

- орден Дружбы народов (05.04.1973),
- Международная Ленинская премия «За укрепление мира между народами» (1980).
- Национальный орден Льва (Сенегал)[10]
- Орден Святого Марина (Сан-Марино)[11]
- Орден Нила (Египет)[12]
- Орден Бояки (Колумбия)[13]
- Орден Ацтекского орла (Мексика)[14]

## Научные звания
- Доктор юридических наук (1936).
- Почётный доктор юридических наук МГУ (1958).

## Факты
- Правление президента Кекконена является самым продолжительным в истории Финляндии.
- Урхо Кекконен трижды распускал парламент за период своего непрерывного 25-летнего правления[15].
- В 1948 году после подписания «договора о дружбе» был банкет, на котором с речью о важности этого договора выступил Сталин. Когда он закончил и сел за стол, по старому грузинскому обычаю он обратился к самому младшему за столом, чтобы узнать его мнение по этому договору. Самым младшим был 47-летний Кекконен. Когда Сталин спросил: «А что финны скажут насчёт договора?» И Кекконен, который любил остро и дерзко ответить, сказал: «А разве это договор? Это же диктат Паасикиви!» На что Сталин с усмешкой ответил: «Я своим товарищам то же самое говорю, а они не верят!»[4]

## Память
- Второй по площади в стране национальный парк на севере назван его именем.
- В Тамминиеми с 1987 года работает Мемориальный музей У. К. Кекконена.
- Одна из улиц Хельсинки названа в его честь.
- Изображение Кекконена было размещено на банкноте в 500 финских марок.
- Ещё при жизни была выпущена коллекционная монета с его изображением (50 марок 1981 года, «80-летие президента Кекконена», серебро 0.500 пробы, диаметр 30 мм, вес 20 грамм, 500 тысяч экземпляров, по каталогу КМ59), также были выпущены 2 серебряных монеты, посвящённые 25-летию его президентства и к 75-летию со дня рождения (10 марок 1975 года, 33 мм, 23,5 грамм, серебро 0.500, 1 миллион экз.).
- 14 сентября 2013 года в Костомукше был открыт памятник Алексею Косыгину и Урхо Кекконену в честь и благодарность открытия горно-рудного месторождения и города[16].
- Ежегодно в Санкт-Петербурге проводятся региональные соревнования памяти У.-К. Кекконена по лёгкой атлетике.